# Musée du Folklore et de la Vie montoise – Maison Jean Lescarts
 (février 2024).
Si vous disposez d'ouvrages ou d'articles de référence ou si vous connaissez des sites web de qualité traitant du thème abordé ici, merci de compléter l'article en donnant les références utiles à sa vérifiabilité et en les liant à la section « Notes et références ».
La maison Jean Lescarts (du nom d'un ancien bourgmestre décédé en 1925) est un bâtiment historique au cœur de la ville de Mons.
Ses locaux sont situés dans l'ancienne infirmerie du couvent de la congrégation des filles de Notre-Dame (1636). Le bâtiment ont été rénové une première fois en 1988 et une nouvelle rénovation est en cours[Quand ?]. Ce nouveau projet de réaménagement se concentre sur la rénovation de la façade ainsi que des aménagements extérieurs (jardin).
La maison Jean Lescart a abrité de 1934 à 2004 le musée du Folklore et de la Vie montoise, y était exposé des collections en rapport avec le folklore montois, avec notamment des objets relatifs au combat dit Lumeçon et à la procession du Car d’Or. Aujourd'hui le musée du Doudou témoigne de ce folklore à travers un parcours d'exposition.

## Historique du bâtiment
La Maison Jean Lescarts est un bâtiment très connu des Montois. Une fois entièrement rénové, il abritera un centre d'interprétation de l'histoire de la ville (au printemps 2024).

## Une ancienne infirmerie
En 1593, à la suite d'un pèlerinage à Tongre-Notre-Dame, Marguerite Masselot, 10 ans, fut guérie d'un étrange mal qu'aucun autre remède n'avait réussi à soulager. Après cette expérience, elle s'engage à consacrer sa vie à aider les autres et tient sa promesse 15 ans plus tard en fondant la Congrégation des Filles de Notre-Dame à Mons, qui œuvrera pour l'éducation gratuite des filles. Pour abriter cette école, la congrégation achète l'hôtel Saint-Symphorien situé en haut de la rue de Nimy, puis s'agrandit par l'achat ou la donation de propriétés situées dans la rue aujourd'hui appelée rue Neuve (où se trouve BAM) et par la construction de nouveaux bâtiments, comme une infirmerie au bas de leur propriété. Ce bâtiment, qui date de 1636, fut la future Maison Jean Lescarts, qui abritera l'Historium.
À la fin du XVIIIe siècle, après deux siècles de prospérité, les activités de la congrégation cessèrent : le bâtiment principal du couvent fut transformé en archives puis en hospice (qui fonctionna jusqu'en 1867).
Bâtiment classé situé dans une situation idéale, à côté du BAM et à proximité de la Grand-Place, la Maison Jean Lescarts a abrité entre 1934 et 2004 le Musée du Folklore et de la Vie Monsoise – un lieu prisé des locaux pour recevoir des invités, mais également apprécié des visiteurs du festival de la Ducasse de Mons, qui pouvaient s'y rendre pour découvrir les charmes particuliers de la ville, son folklore et le rayonnement de son histoire et de ses traditions.

### De la Maison Jean-Lescart au CAP
À la suite de la rénovation de la Maison Jean Lescarts et de son jardin lapidaire, un nouveau complexe muséal s’ouvre en plein cœur du centre-ville montois appelé le CAP (acronyme de Culture - Art - Patrimoine). En effet, le CAP souhaite offrir aux visiteurs une expérience unique de découvertes consacrées à la Culture, à l’Art et au Patrimoine. Composé de trois entités : le musée des Beaux-Arts (anciennement le BAM), la Maison des Collections consacrée à l’histoire de Mons et le jardin du “Poirier beurré”, associant la collection lapidaire et un espaces de convivialité. 
La Maison des collections se situant à côté du musée des Beaux-Arts, les deux lieux auront un accueil commun avec une esplanade en face du musée et l'ouverture d'un jardin public accessible depuis la rue. C’est l’occasion de présenter un parcours d'exposition permanent consacré à la ville de Mons qui serait comme une introduction aux autres musées du Pôle muséal qui développent, chacun, une facette spécifique de cette histoire.